# سان جيورجيو دي لوميلينا (بافيا)
سان جيورجيو دي لوميلينا (بالإيطالية: San Giorgio di Lomellina)‏ هي بلدة تقع في مقاطعة بافيا بإقليم لومبارديا في شمال إيطاليا. تبلغ مساحة هذه المدينة 25.9 (كم²)، وترتفع عن سطح البحر م، بلغ عدد سكانها 1196 نسمة في عام 2004 حسب إحصاء المعهد الوطني للإحصاء.

## السكان
في سنة 1861 بلغ عدد السكان 2٬576 نسمة، وتطور العدد ليصل في سنة 2011 لـ 1٬155 نسمة.
يظهر هذا المخطط البياني تطور النمو السكاني لـ سان جيورجيو دي لوميلينا (بافيا)